# 배추흰나비
배추흰나비(학명: Pieris rapae)는 흰나비과에 속하는 백색 소형 나비의 일종으로서, 작은흰나비라고도 한다. 석주명 선생이 애벌레 때에 배추를 먹는다 해서 배추흰나비라고 이름을 붙였다. 유럽·북아프리카·아시아·남아메리카·영국 등지에서 발견되며, 북아메리카·오스트레일리아·뉴질랜드 등 원래는 살고 있지 않았던 지역에도 활발하게 도입되어 현재는 기후가 극도로 척박하지 않은 곳이라면 지구 어디에서라도 잘 발견되는 종이 되었다. 아종은 유럽배추흰나비(P. r. rapae)와 아시아배추흰나비(P. r. crucivora)로 크게 나뉘며, 그 세부적 2종류는 총 9종이다.

## 외형
큰배추흰나비(Pieris brassicae)에 비하여 몸이 작고 거동이 가벼우며, 날개가 더 작다. 잔털이 많은 몸에서 돋아나는 날개 겉면은 뿌연 흰색으로 돋아나는 자리 근처와 앞날개 끝부분에 거뭇거뭇한 테가 있으며 마찬가지로 앞날개 윗부분에는 2~3개, 뒷날개에는 1개 정도의 작은 반점 모양 무늬가 분포한다. 날개 뒷면은 탁한 노란색을 띄고, 작은 검은색 점 무늬들이 전재하며 시맥이 드러나 보인다. 날개의 길이는 성체가 32~47mm 정도이다. 전체적으로 수컷이 암컷보다 더 몸통이 작고 날개폭도 좁으며, 길고 뾰족한 더듬이는 몸통의 ⅔ 정도 길이를 가지고 있다.

## 분포와 서식

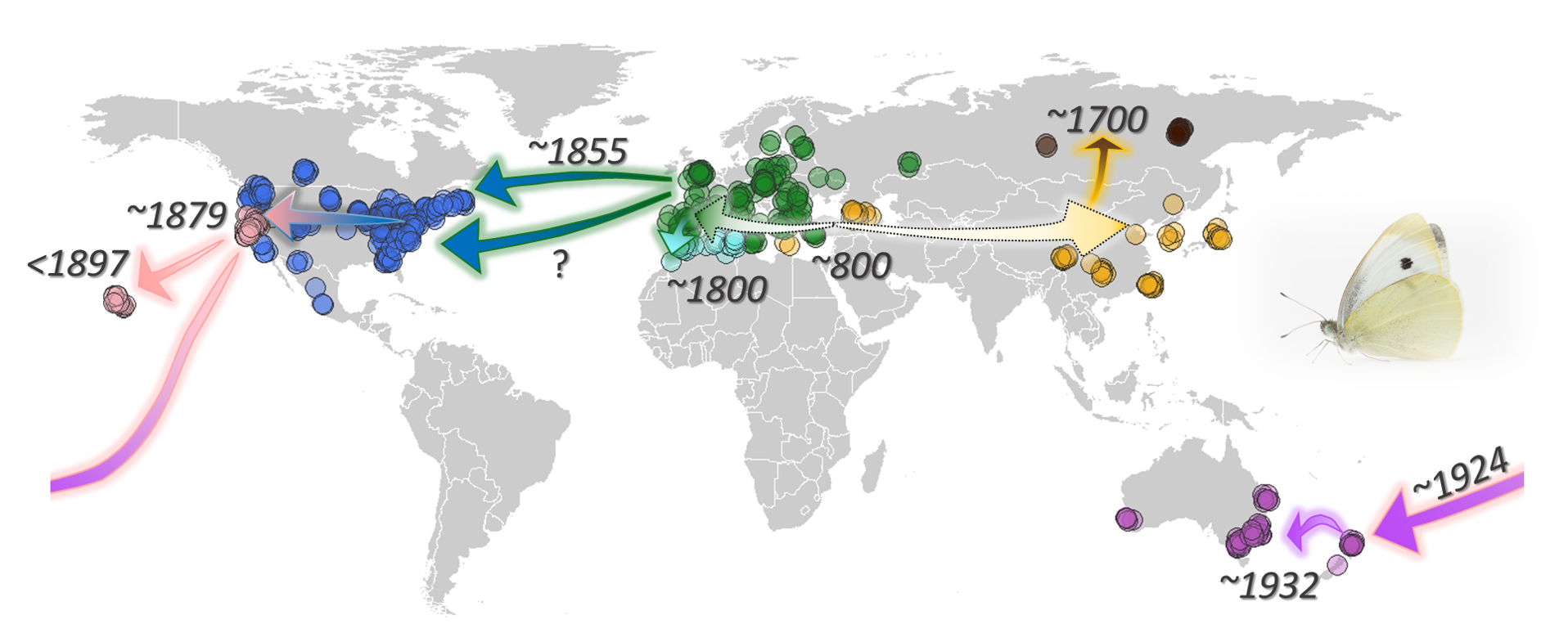
배추흰나비 유입 과정

유라시아 대륙 및 북아프리카 등지에 전체적으로 널리 분포하며 1860년대 우연히 캐나다 퀘벡주에 도입된 이후 북아메리카에서도 흔히 관찰되는 종이 되었다. 현재는 소노라 사막 이북에서부터 캐나다에까지 이르는 넓은 분포 지역을 가지게 됐다. 북아메리카에서는 유라시아로부터 옮겨온 단 한 마리의 암컷으로부터 몇 세대만에 백만 마리로 불어났을 가능성이 제기되었다. 산지와 초원, 소택지, 삼림지에서는 잘 적응하나 식물이 거의 없는 사막 및 반사막 지대에서는 보기 드물며, 유콘 준주와 같은 캐나다 및 러시아의 극북 지역과 캘리포니아 근해 군도 지역에서는 찾아볼 수 없다. 1898년에는 하와이에, 1929년에는 뉴질랜드에 도입되었으며, 현재는 호주의 멜버른과 퍼스에 이르는 서식 지역을 가지고 있다.
영국에서는 4-5월, 7-8월에 볼 수 있는 나비이지만 북아메리카에서는 봄부터 가을까지라면 언제라도 볼 수 있는 나비이다. 다양한 식생이 분포하는 곳이라면 어디든지 찾을 수 있는 곤충이며, 대부분 촌락이나 도시 근교에서 볼 수 있으나 가장 많이 서식하는 지역은 골짜기와 계곡이 발달한 곳이다. 개활된 장소를 선호하나 개간된 지 얼마 안 된 숲지에서도 다소 찾아볼 수 있다.

## 생태와 한살이
세계 각지에서 아주 흔하게 볼 수 있는 나비로, 보통 4-10월에 어른벌레로 변태하는 것을 볼 수 있다. 배추·양배추·무 등을 기르는 밭과 그 주변의 양지바른 곳 및 습지가 발달한 곳에서 주로 눈에 띈다. 식물 잎사귀 위에 단 한 개의 노랗고 불룩한 기둥 모양의 알을 낳으며, 알껍질을 먹고 허물을 벗으며 다 자란 유충은 몸 길이가 약 3cm으로 몸은 갓태어났을 때에는 노란색이지만 자라면서 연두색을 띠며, 잔털이 몸 표면에 빽빽이 나 있다. 유충은 잎 뒷면이나 근처에서 번데기가 된다. 번데기로 겨울을 나며, 곤충이 활동할 수 있는 봄에 어른벌레가 깨어나온다. 어른벌레는 같은 계통에 속하는 나비들과 비교했을 때 작은 편이며, 수컷보다 암컷이 날개를 비롯한 몸집이 더 크다. 배추흰나비의 유충은 배추벌레라고 하여 농작물의 잎을 먹어치우는 해충으로 분류되지만, 어른벌레가 되면 꽃가루를 수정하여 식물의 번식을 돕는 익충이 된다. 밭 근처에서 많이 관찰되며 산지에서 번식하는 경우는 드물다. 수명은 약 1~6개월 정도이다.

## 아종
다음과 같이 9종의 아종이 존재한다.
- 유럽배추흰나비 (P. r. rapae)
- 아시아배추흰나비 (P. r. crucivora)
- P. r. atomaria
- P. r. eumorpha
- P. r. leucosoma
- P. r. mauretanica
- P. r. napi
- P. r. novangliae
- P. r. orientalis

## 사진

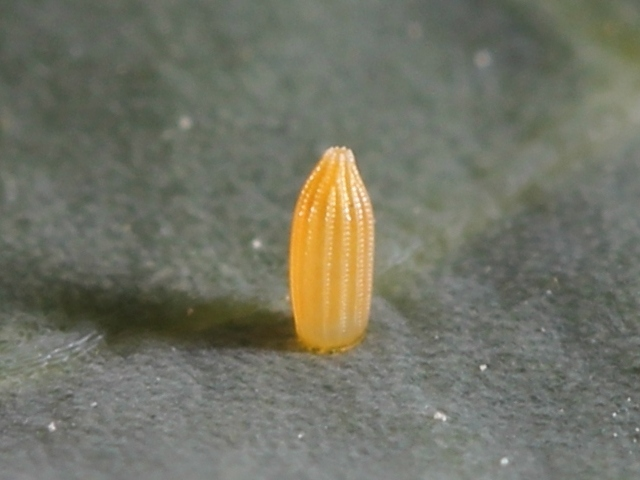
알
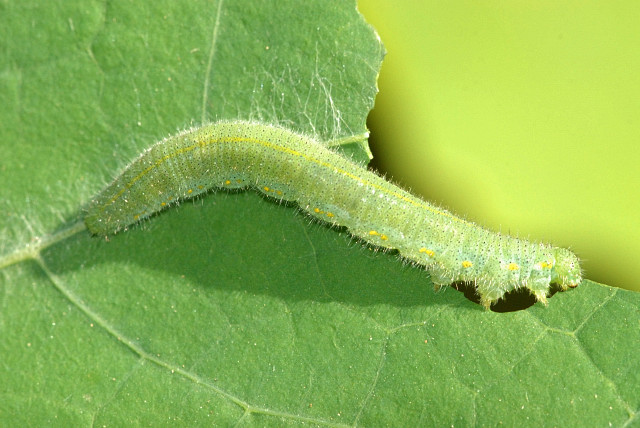
애벌레
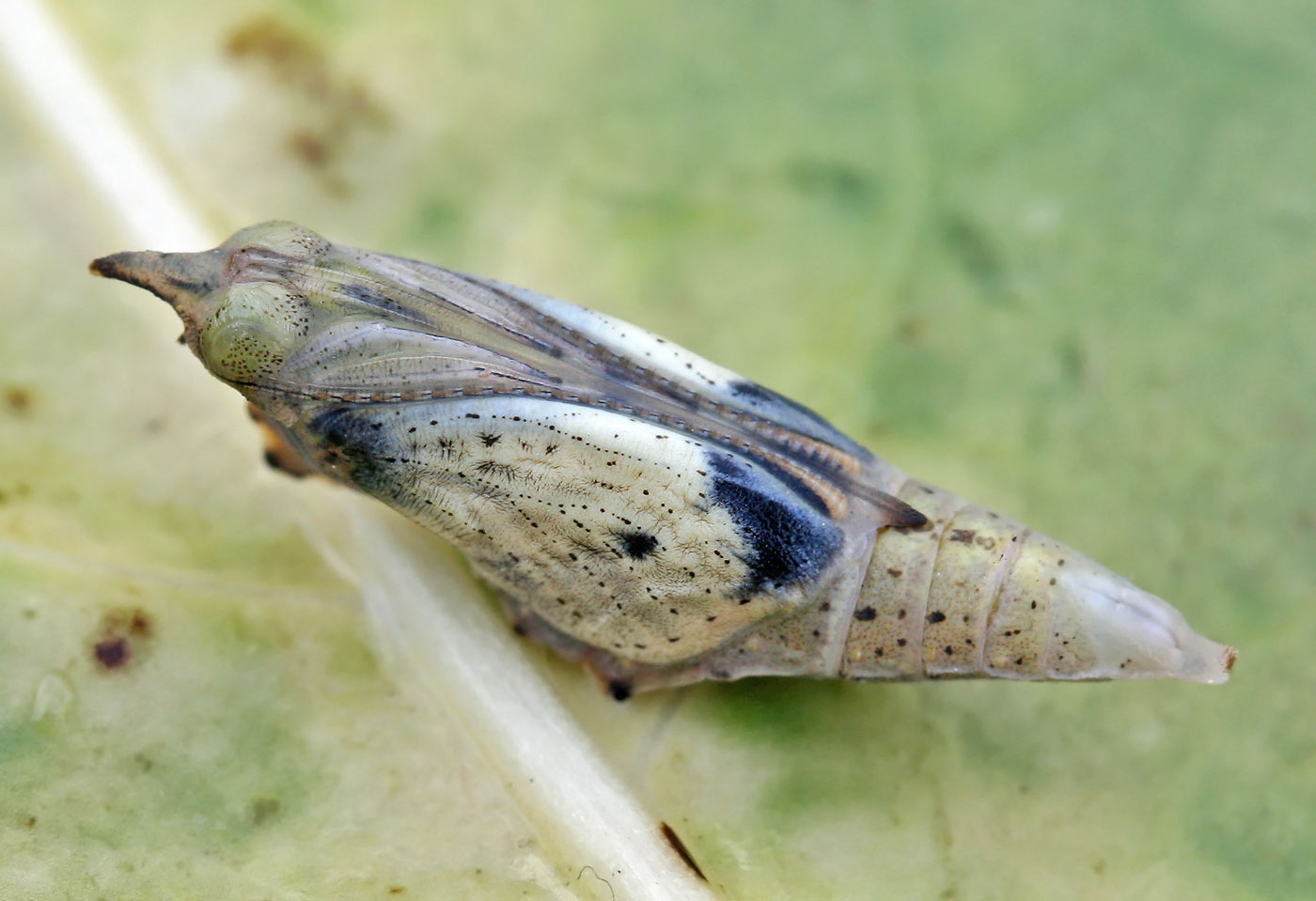
번데기
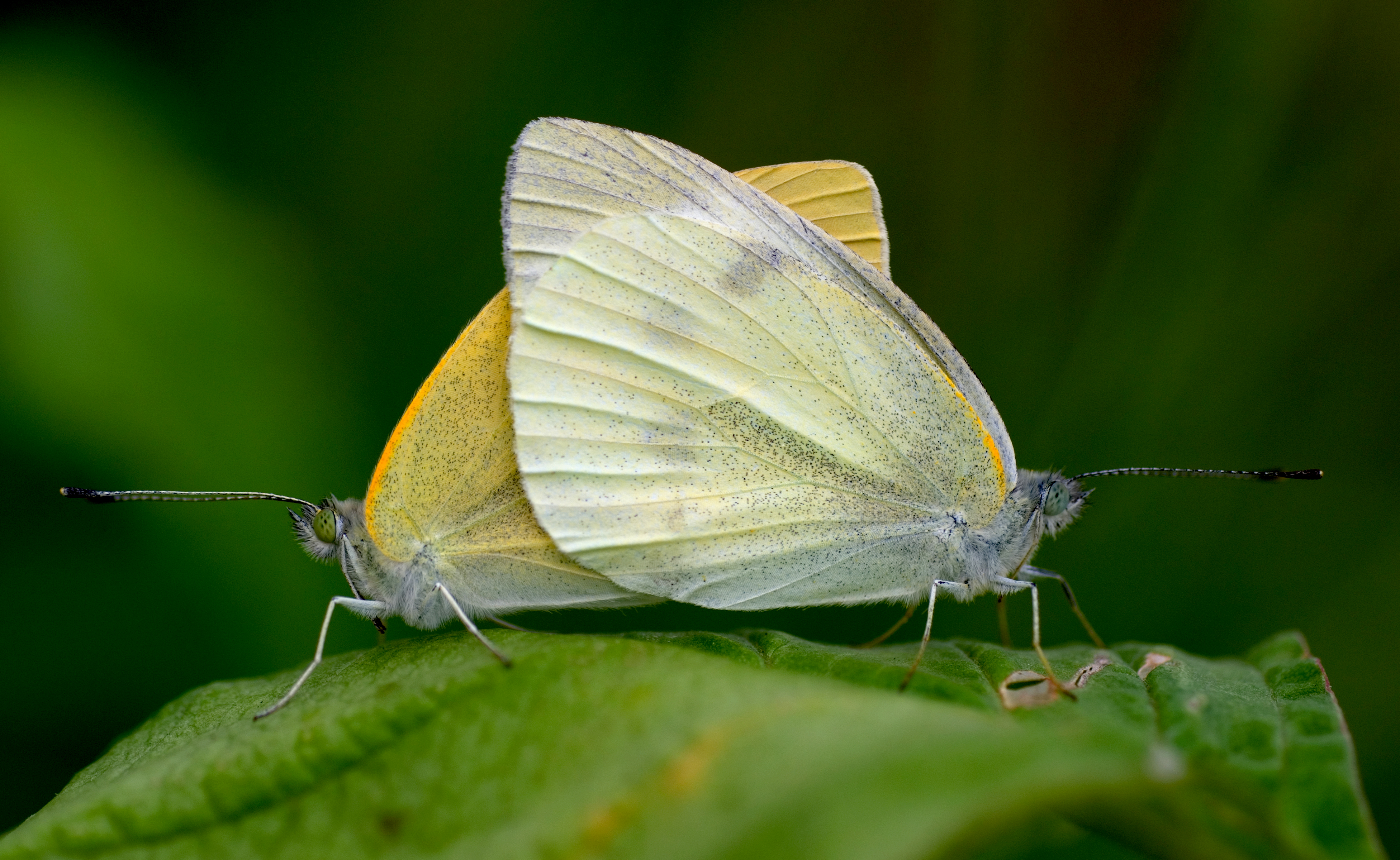
짝짓기
- 파일:Pieris rapae which copulates 0879.jpgl배추흰나비

## 곤충기
곤충학자 김진일이 한국어로 옮긴 《파브르 곤충기》 전집 중 10권 미완성본에는 한국에 사는 배추흰나비와 다른 양배추흰나비 이야기가 있는데(김진일의 주석에 따르면, 한국에 사는 배추흰나비와 알과 애벌레의 생김새가 다르다 한다.), 양배추흰나비의 알과 유충에 기생곤충인 알벌과 고치벌이 기생하는 이야기를 적었다. 고치벌 애벌레들에게 체액을 착취당한 애벌레가 나비가 되려고 애써 번데기가 되려고 하건만, 고치벌 애벌레들이 숙주의 몸을 뚫고 나와 고치를 짓는 바람에 죽어가는 이야기에는 자그마한 생명이라도 소중히 대하는 파브르의 깊은 연민이 담겨 있다.

## 위치 찾기
배추흰나비는 항해능력이 있는 것으로 알려졌다. 배추흰나비는 항해능력중 위치정보에 해당하는 방향을 아는 능력이 있는 것으로 보고된바있다.

## 같이 보기
- 십자화과
- 글루코시놀레이트

## 참고 문헌
- Ryan, S.F.;  외. (2019). “Global invasion history of the agricultural pest butterfly Pieris rapae revealed with genomics and citizen science”. 《PNAS》 116 (40): 20015–20024. doi:10.1073/pnas.1907492116. PMC 6778179. PMID 31506352.
- 배추와 배추흰나비의 ‘9천만년 전쟁’ 보관됨 2020-03-18 - 웨이백 머신, 한겨레신문